# 吉拉達宮

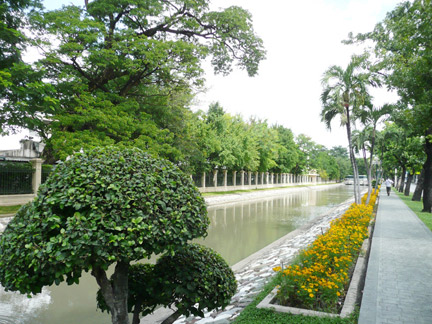
护城河

13°46′14″N 100°31′18″E / 13.77056°N 100.52167°E
吉拉达宫是已故泰王拉瑪九世和其妻诗丽吉王后位於曼谷位於律實宮宮苑內的住所，位于律实县。拉瑪九世是扎克里王朝第一位住进吉拉达宫的国王。他在兄长拉玛八世在曼谷大皇宫驾崩后，迁居于此。吉拉达宫占地4平方公里，周围由护城河环绕。主体建筑为两层，由拉玛六世兴建。宫内的吉拉达学校，成立于1958年，最初为王室子弟建立。
由于拉瑪九世对农业很感兴趣，宫内辟有稻田，磨坊，鱼塘和奶牛场。还设有农产品研究中心，为农民提供培训。吉拉达宫的许多产品命名为‘吉拉达’牌。
2016年，拉瑪九世駕崩，隨著拉瑪十世登基，王室住所遷往同位於律實宮苑內的安蓬沙探殿。
游客需要获得通行证进入。